# Wow! Wow! Wubbzy!
Wow! Wow! Wubbzy! é uma série de televisão anglo-estadunidense animada em Flash educacional para crianças americanas criada por Bob Boyle. A série foi animada pela Bardel Entertainment usando os softwares Toon Boom e Adobe Flash e foi produzida pela Bolder Media e Starz Media em associação com a Film Roman . Boyle enviou seu conceito original como um livro para Frederator Studios, o principal parceiro criativo da Bolder Media. Após a revisão de mais de 6.000 conceitos de livros infantis, sua inscrição foi selecionada para desenvolvimento em uma série animada para pré-escolares. Bob Boyle, Susan Miller, Mark Warner e Fred Seibert atuaram como produtores executivos.

## Personagens
- Wubbzy (dublado por Gray DeLisle nos EUA e Janet James no Reino Unido) é uma criatura semelhante a um gerbil amarelo infantil amigável de uma espécie de mamífero não categorizável. Ele é pequeno e fofo. Ele está obcecado por seu rabo, e está sempre usando ele para saltar. Seus amigos são Widget, Daizy, Huggy, Buggy, Earl, Walden, Chef Fritz, Old Lady Zamboni, Sparkle, Shimmer e Shine.
- Widget (dublado por Lara Jill Miller nos EUA e Julie-Ann Dean no Reino Unido) é uma criatura parecida com um coelho que gosta de construir. Normalmente ela é uma construtora, que constrói qualquer tipo de coisa. Ela é um gênio mecânico cor de rosa com um sotaque caipira.
- Walden (dublado por Carlos Alazraqui nos Estados Unidos e Wayne Forester no Reino Unido) é uma criatura parecida com um urso com sotaque australiano. Ele ocasionalmente é um cientista que gosta de ciência. Ele é o único personagem principal a ter dubladores masculinos.
- Daizy (dublado por Tara Strong nos EUA e Lynn Cleckner no Reino Unido) é uma criatura infantil parecida com um filhote de cachorro, vizinho de Wubbzy e Widget, o melhor amigo de Walden e Wubbzy que, como seu nome sugere, adora flores. Ela aparece pela primeira vez na 2ª temporada.